# 第36回ボストン映画批評家協会賞
36th BSFC Awards

2015年12月6日

作品賞: 

スポットライト 世紀のスクープ
第36回ボストン映画批評家協会賞（だい36かいボストンえいがひひょうかきょうかいしょう）は2015年の映画を対象としており、2015年12月6日に受賞者が発表された。

## 受賞一覧

### 作品賞
- 『スポットライト 世紀のスクープ』

### 監督賞
- トッド・ヘインズ - 『キャロル』

### 主演男優賞
- ポール・ダノ - 『ラブ&マーシー 終わらないメロディー』
- レオナルド・ディカプリオ - 『レヴェナント: 蘇えりし者』

### 主演女優賞
- シャーロット・ランプリング - 『さざなみ』

### 助演男優賞
- マーク・ライランス - 『ブリッジ・オブ・スパイ』

### 助演女優賞
- クリステン・スチュワート - 『アクトレス〜女たちの舞台〜』

### アンサンブル・キャスト賞
- 『スポットライト 世紀のスクープ』

### 脚本賞
- トム・マッカーシー、ジョシュ・シンガー - 『スポットライト 世紀のスクープ』

### 撮影賞
- エドワード・ラックマン - 『キャロル』

### 編集賞
- 『マッドマックス 怒りのデス・ロード』

### アニメ映画賞
- 『インサイド・ヘッド』
- 『アノマリサ』

### 外国語映画賞
- 『ルック・オブ・サイレンス』 インドネシア、 デンマーク、 ノルウェー、 フィンランド、 イギリス

### ドキュメンタリー映画賞
- 『AMY エイミー』

### 新人映画人賞
- マリエル・ヘラー - 『ミニー・ゲッツの秘密』

### 音楽賞
- 『ラブ&マーシー 終わらないメロディー』

## 参考
1. ↑  “2015 Winners”. 2015年12月7日閲覧。

| ボストン映画批評家協会賞       | ボストン映画批評家協会賞                    | ボストン映画批評家協会賞       |
| ------------------------------ | ------------------------------------------- | ------------------------------ |
| 前回 （2014年度）              | 第36回ボストン映画批評家協会賞 （2015年度） | 次回（2016年度）               |
| 第35回ボストン映画批評家協会賞 | 第36回ボストン映画批評家協会賞 （2015年度） | 第37回ボストン映画批評家協会賞 |